# Kylian Portal
Kylian Portal, né le 28 novembre 2006 au Chesnay (Yvelines), est un nageur handisport français. Il est né avec une maladie génétique : un albinisme oculaire. Il représente la France lors des Jeux paralympiques de Paris 2024.

## Carrière
Il obtient, avec un an d'avance, son bac avec la mention « assez bien » au lycée Saint-Augustin de Saint-Germain-en-Laye. En 2023, il entre à l'école de management Léonard-de-Vinci à Paris (qui fait partie du même pôle que l'École supérieure d'ingénieurs Léonard-de-Vinci où son frère Alex Portal étudie).
Il est licencié du CNO (Cercle des Nageurs de l'Ouest) de Saint-Germain-en-Laye.
Il remporte une médaille de bronze lors des jeux mondiaux de paranatation de 2023 à Manchester.
Aux Jeux paralympiques de Paris 2024, il remporte la médaille de bronze lors de l'épreuve du 400 mètres nage libre S13. Il finit sur le podium avec son frère (médaillé d'argent), Alex Portal.

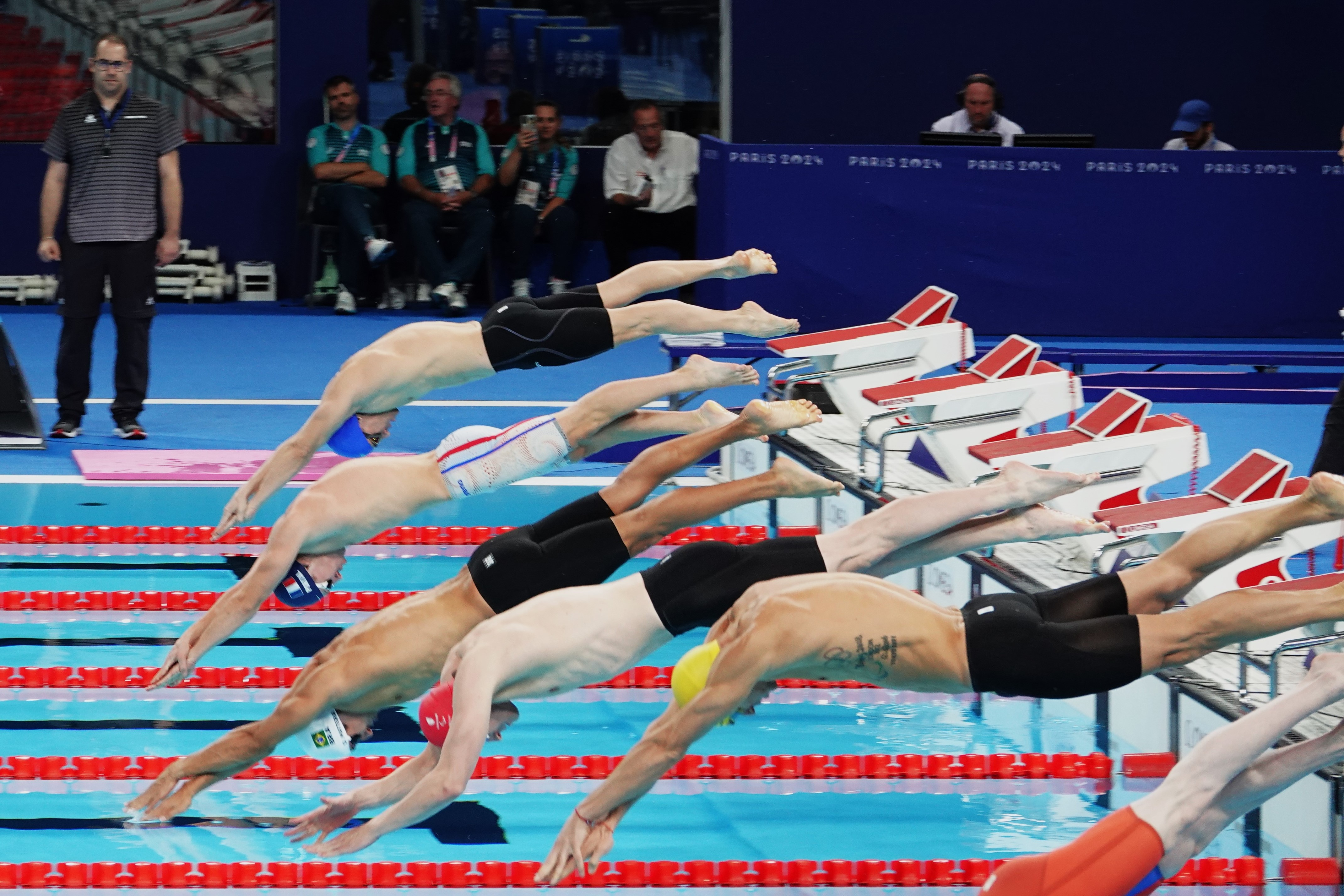
Jeux paralympiques d'été de 2024
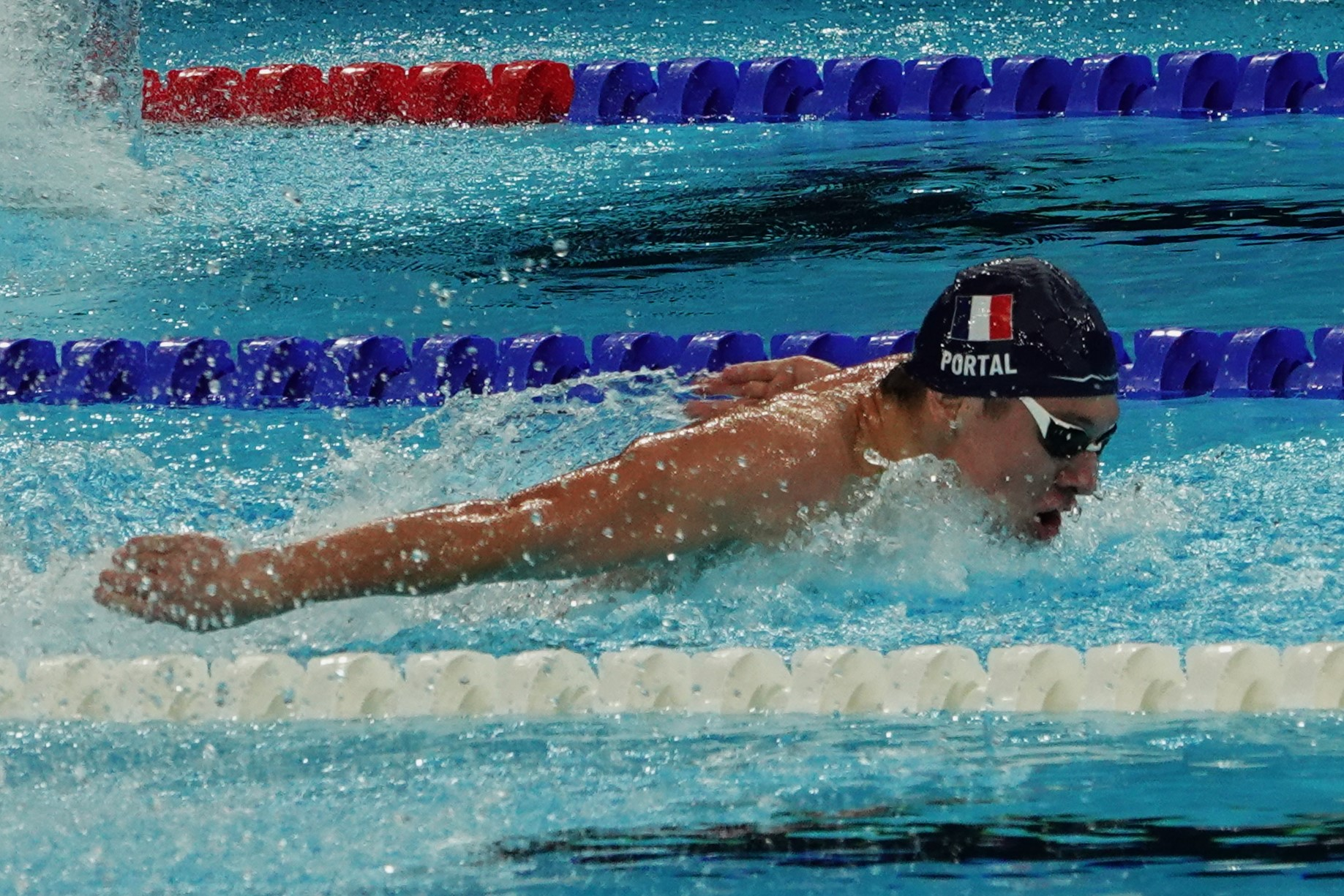
Jeux paralympiques d'été de 2024

## Décorations
- Chevalier de l'ordre national du Mérite (2024)[4]